# Бодлив хамелеон джудже
Бодлив хамелеон джудже (Brookesia perarmata) е вид влечуго от семейство Хамелеонови (Chamaeleonidae). Видът е застрашен от изчезване.

## Разпространение
Разпространен е в Мадагаскар.